# Valea lui Pavel, Harghita
Valea lui Pavel (maghiară Pálpataka) este un sat în comuna Corund din județul Harghita, Transilvania, România.

## Vezi și
- Biserica de lemn romano-catolică din Valea lui Pavel

## Imagini

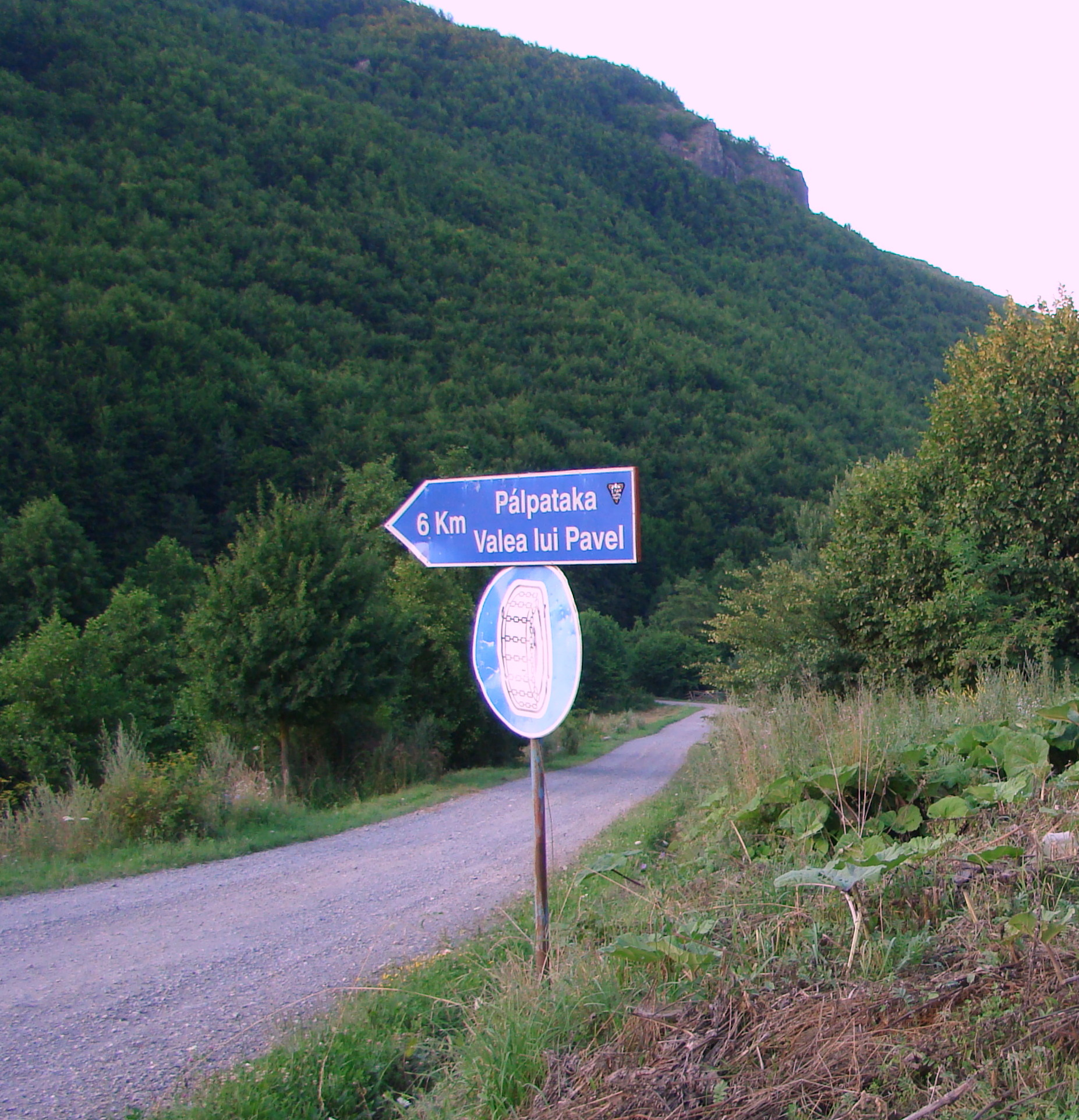
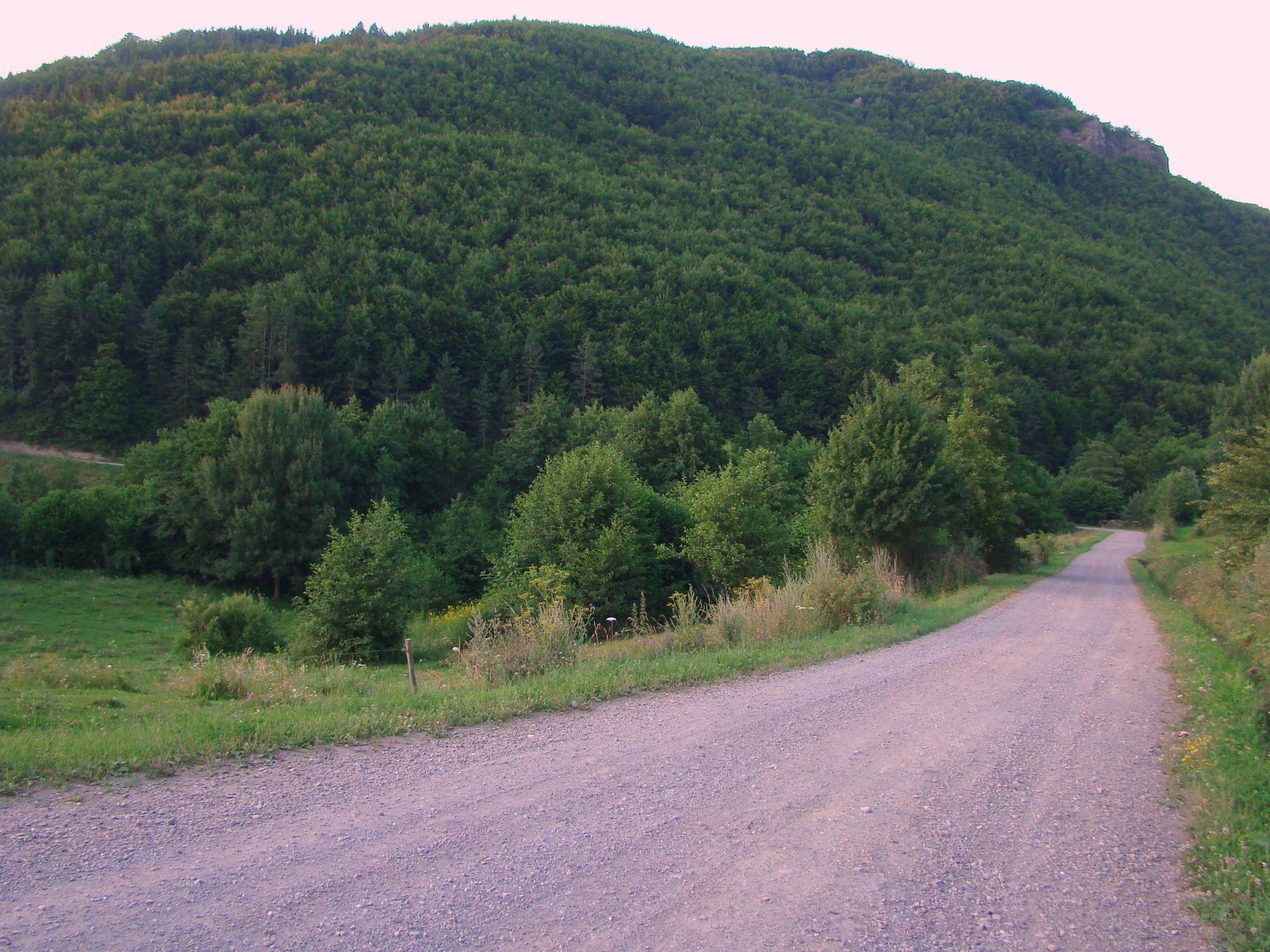
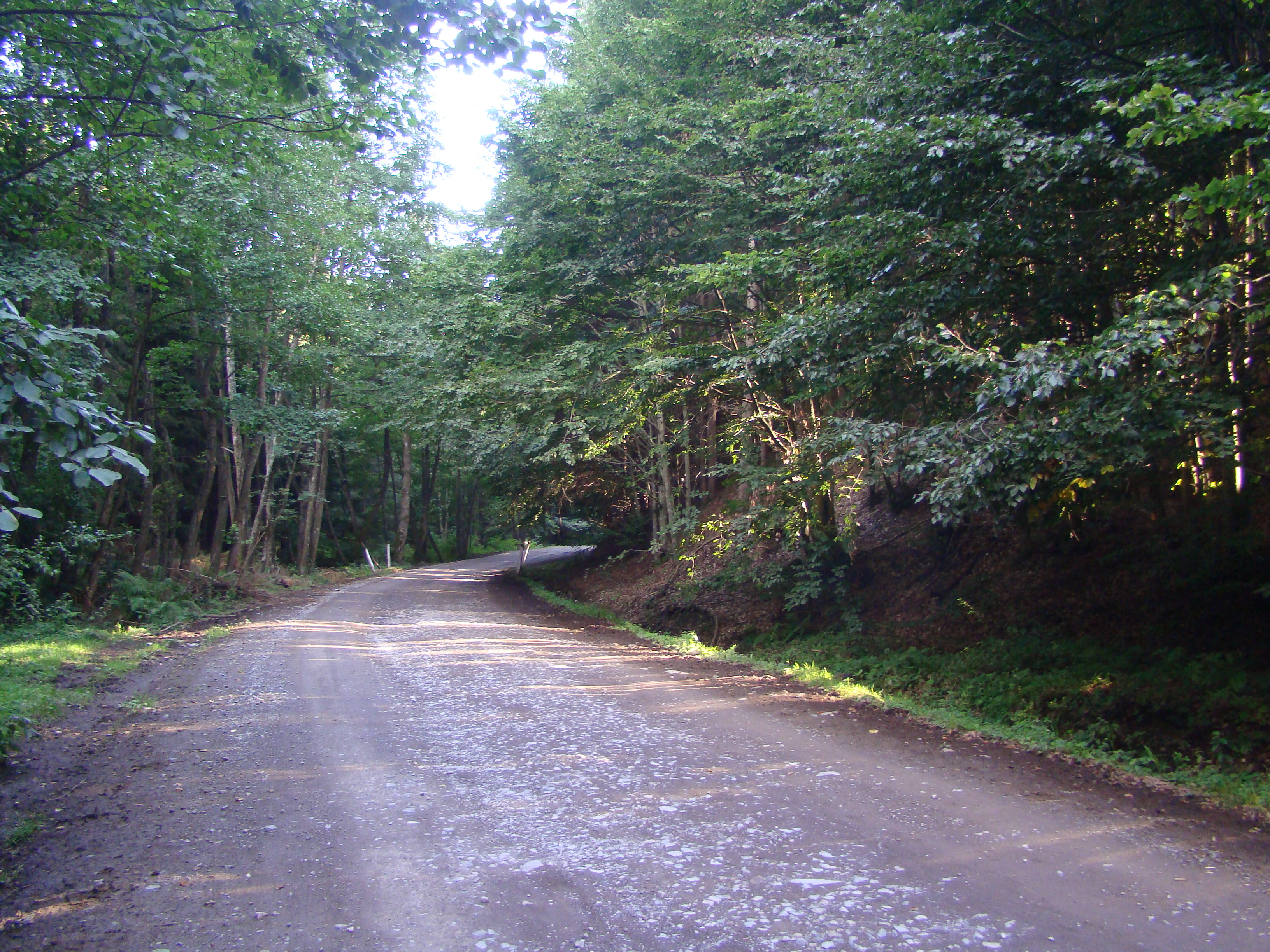
Drumul Corund-Valea lui Pavel
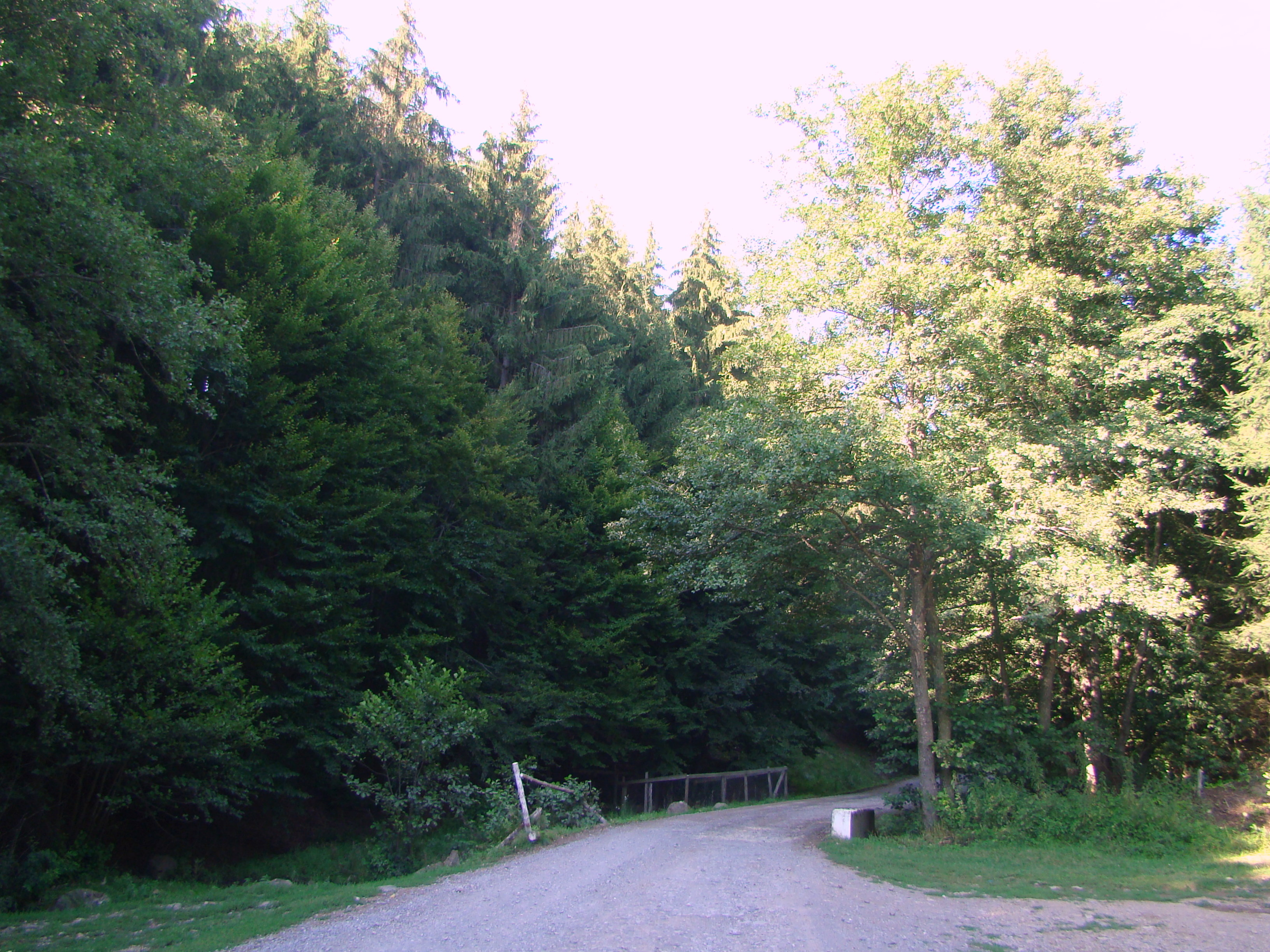
Drumul Corund-Valea lui Pavel
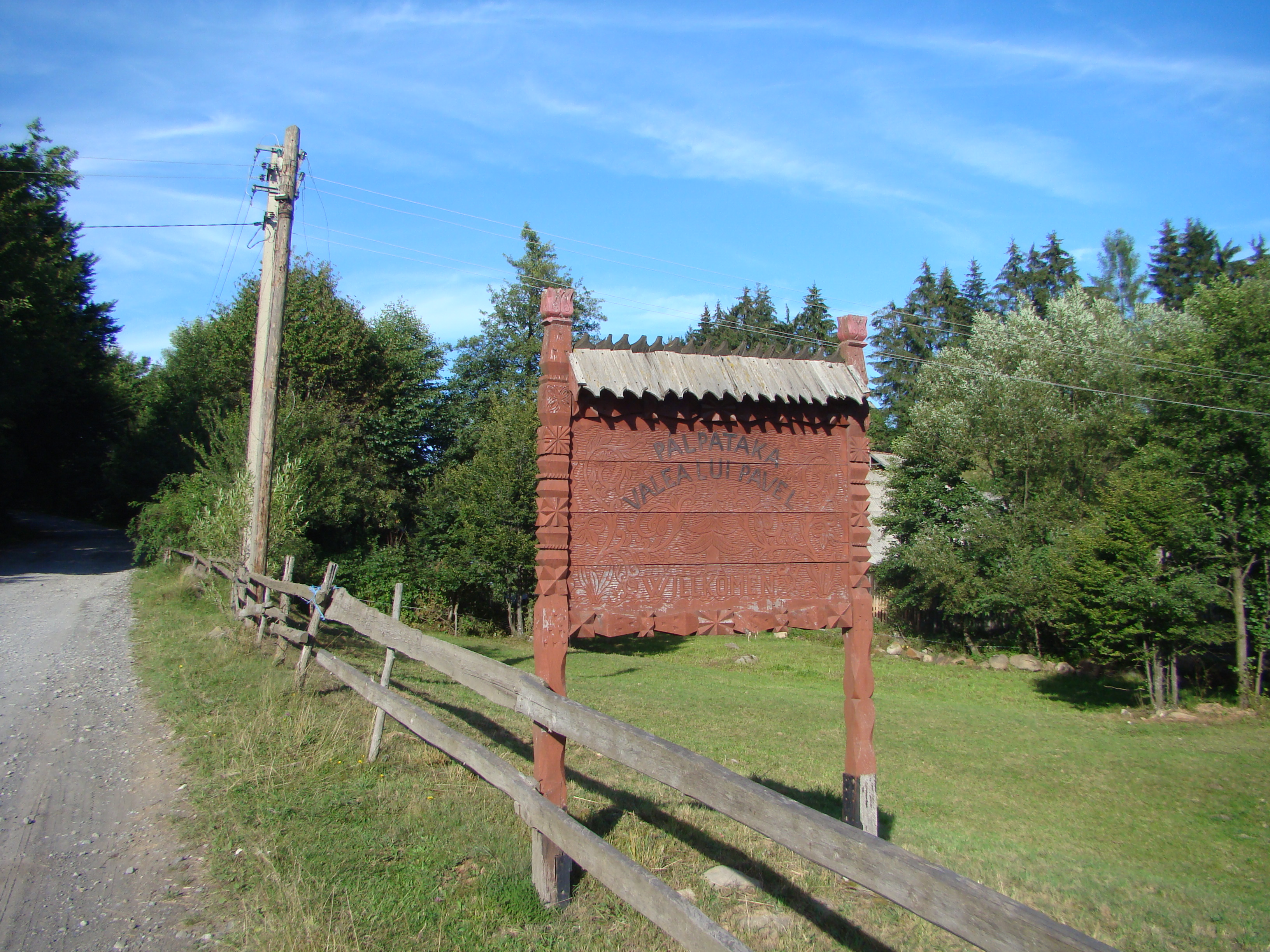
Intrarea în localitate
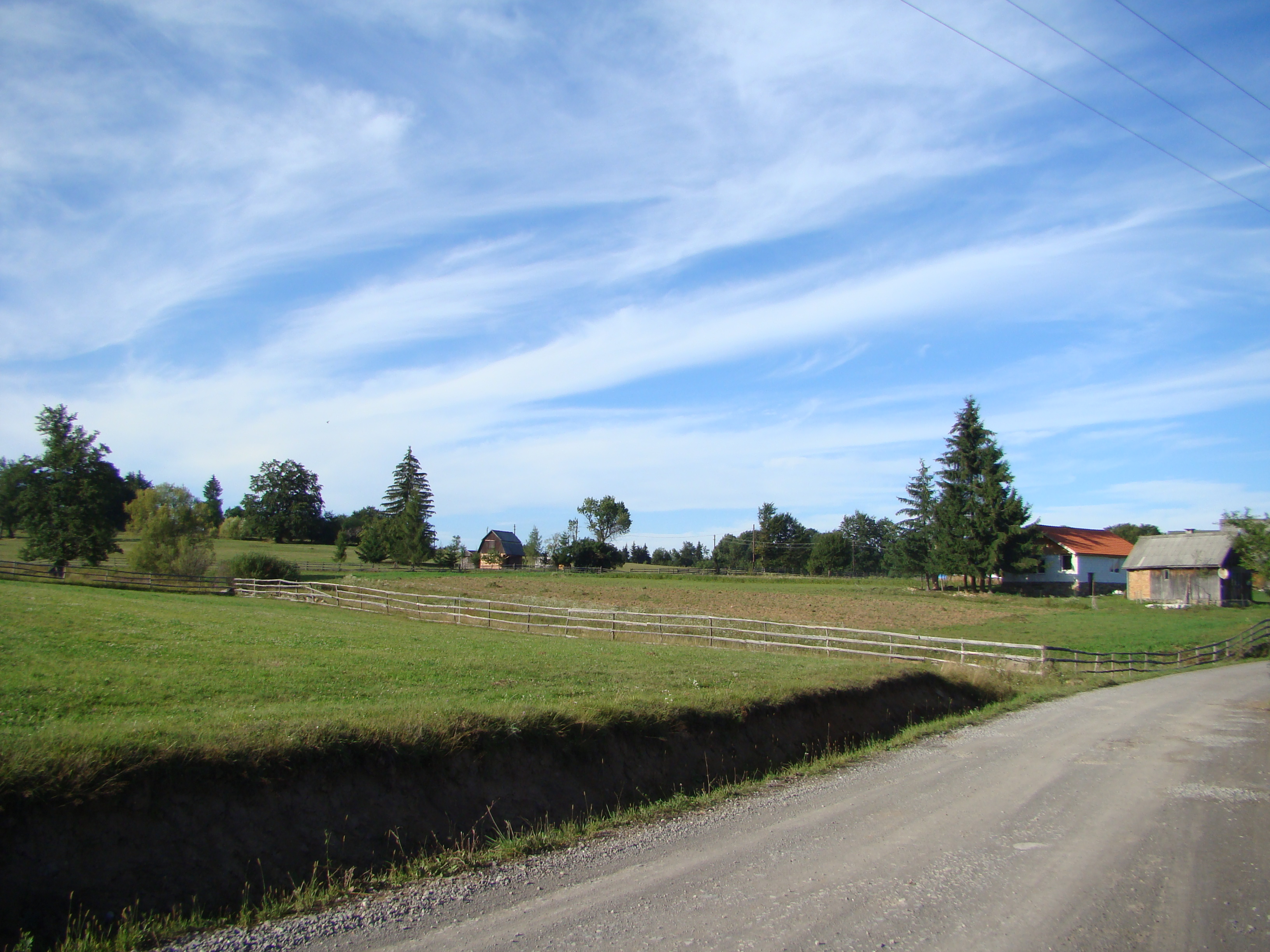
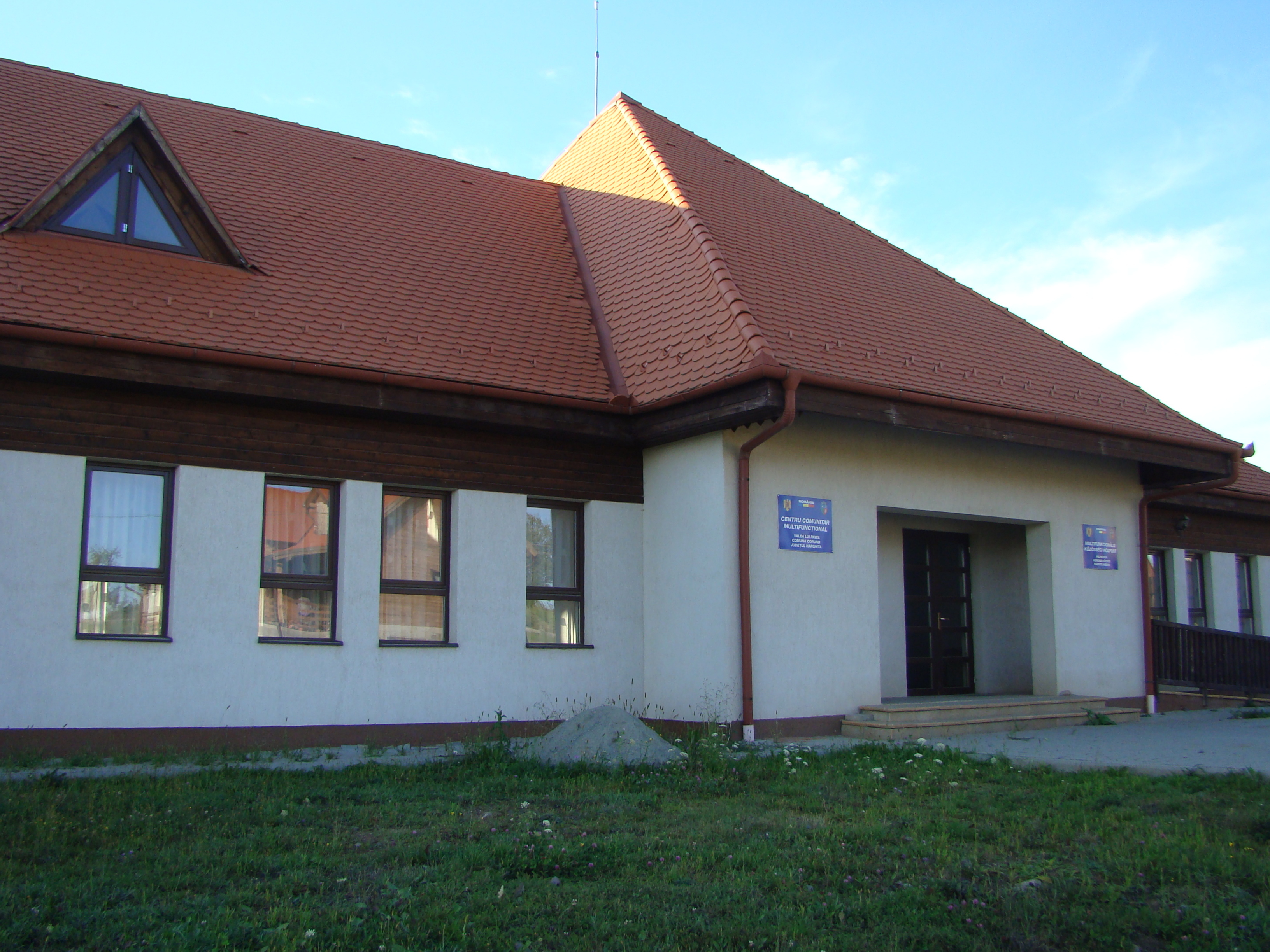
Centrul comunitar
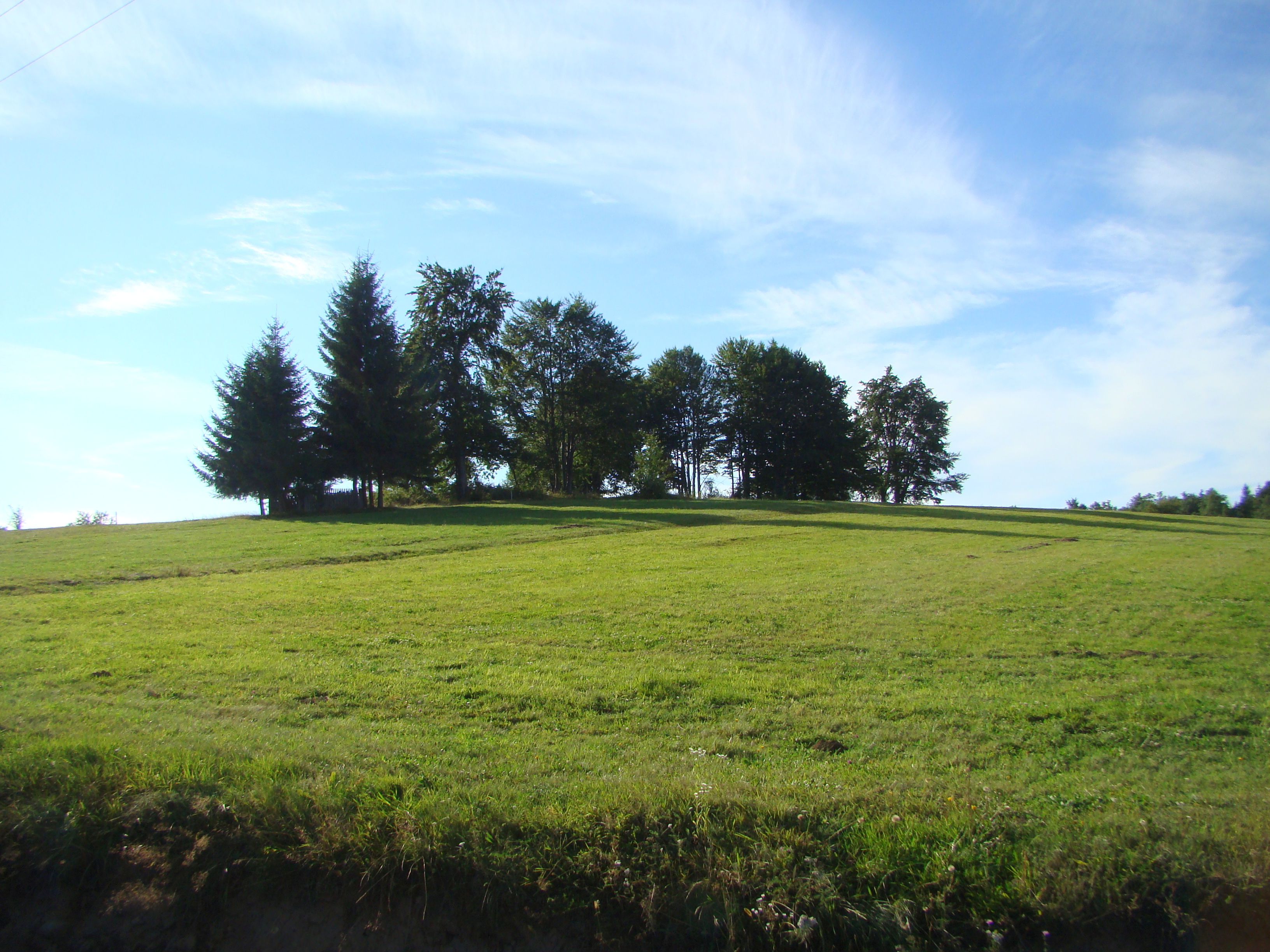
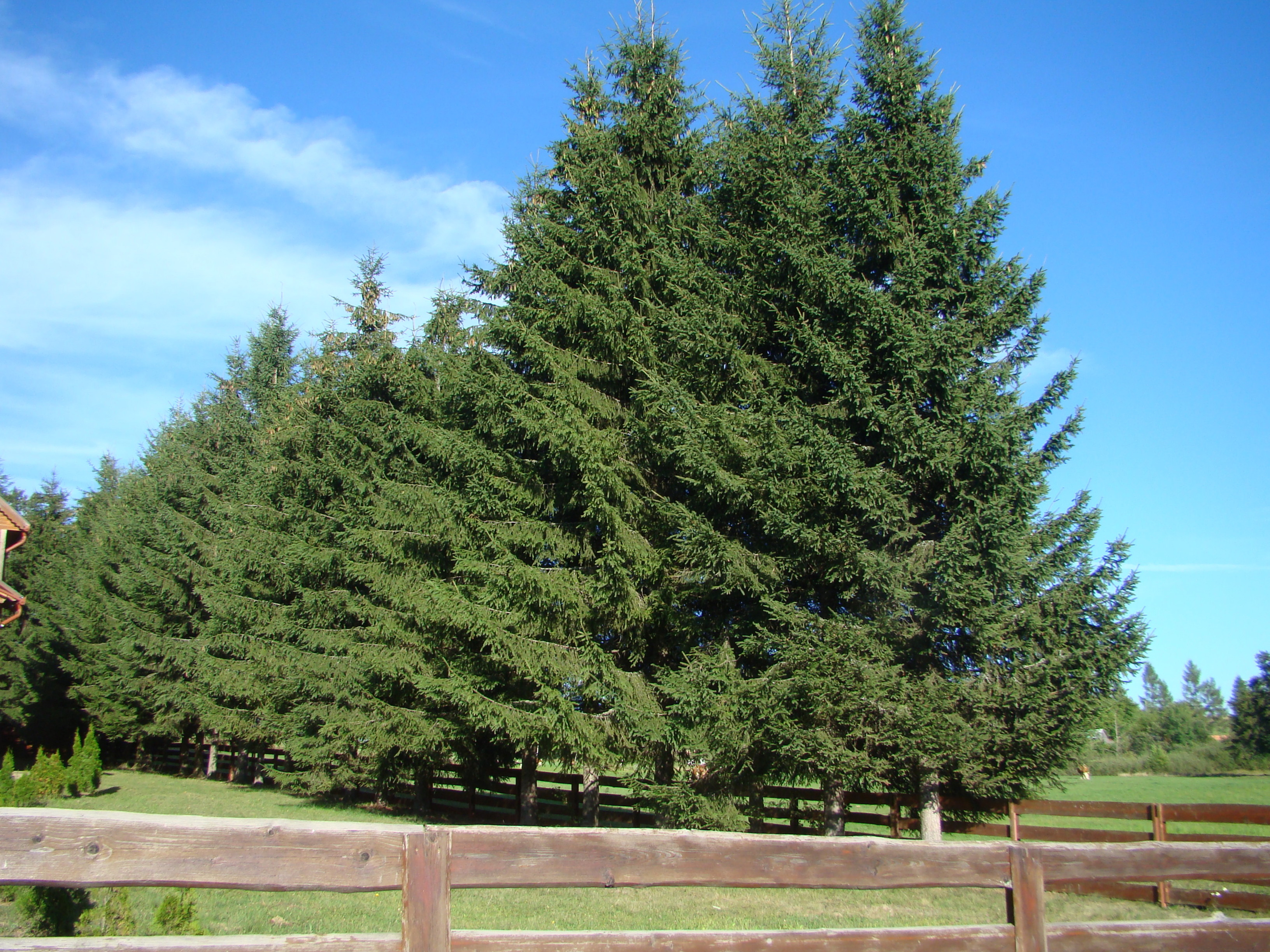
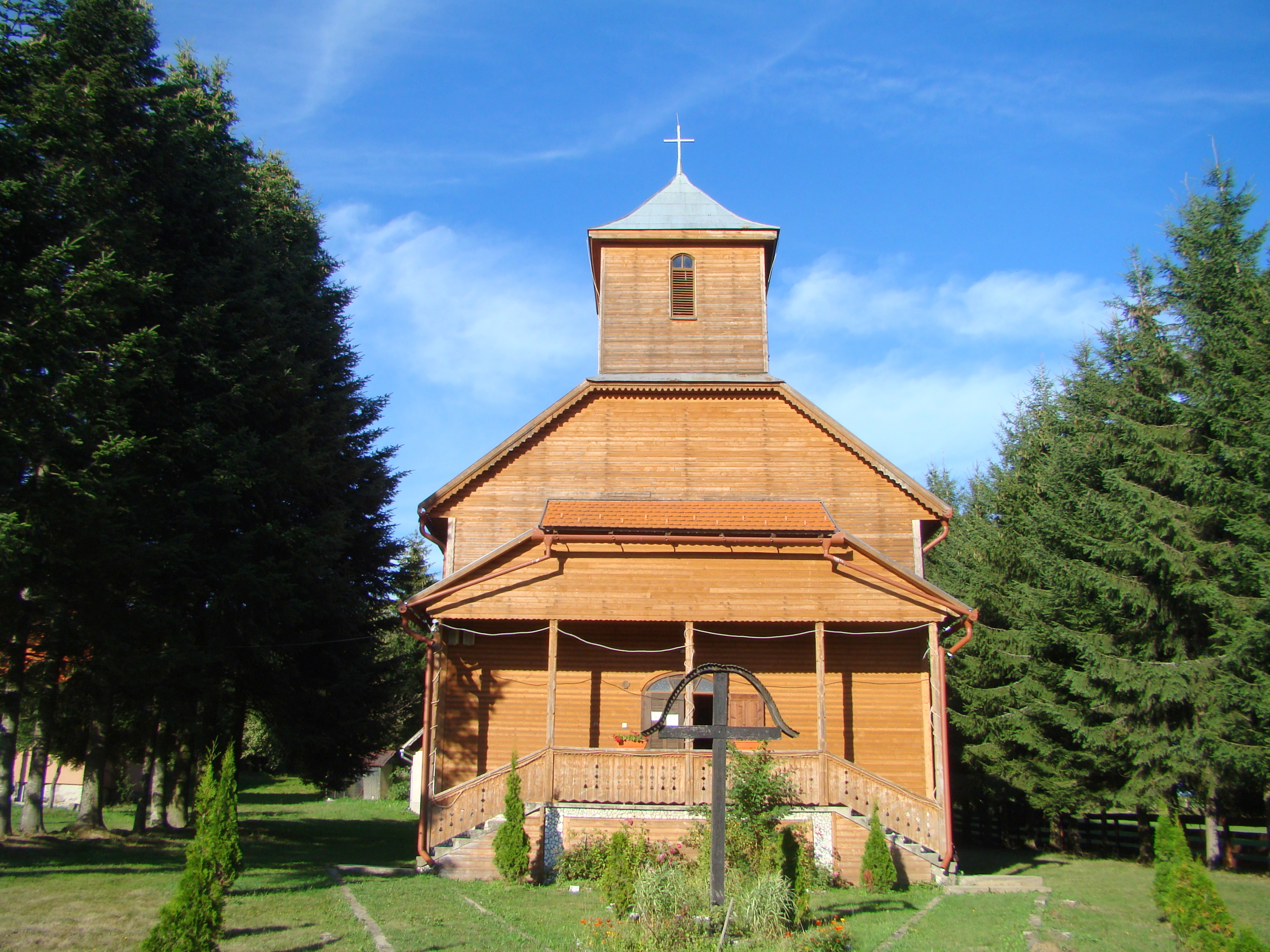
Biserica de lemn romano-catolică
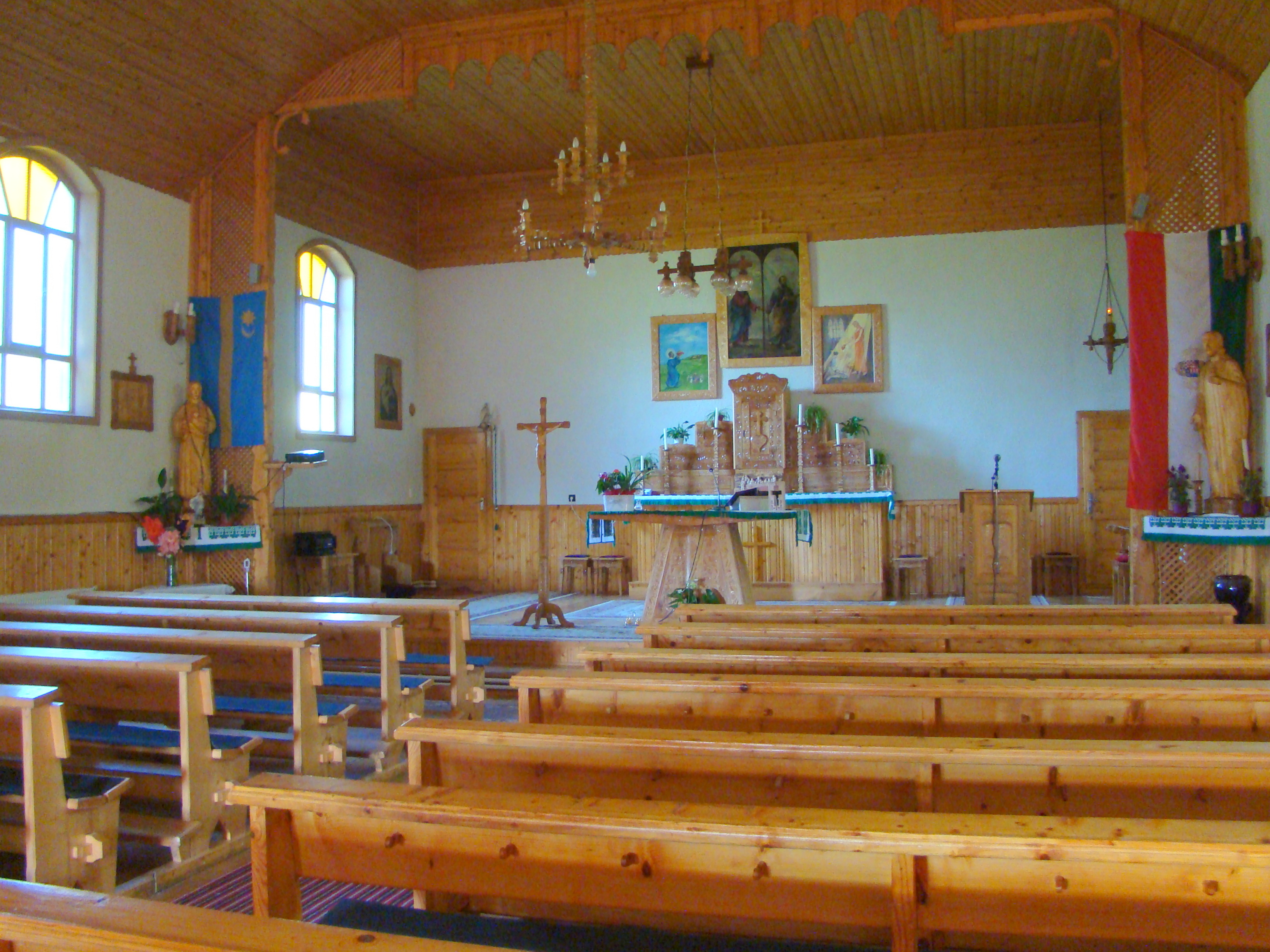
Nava spre altarul principal
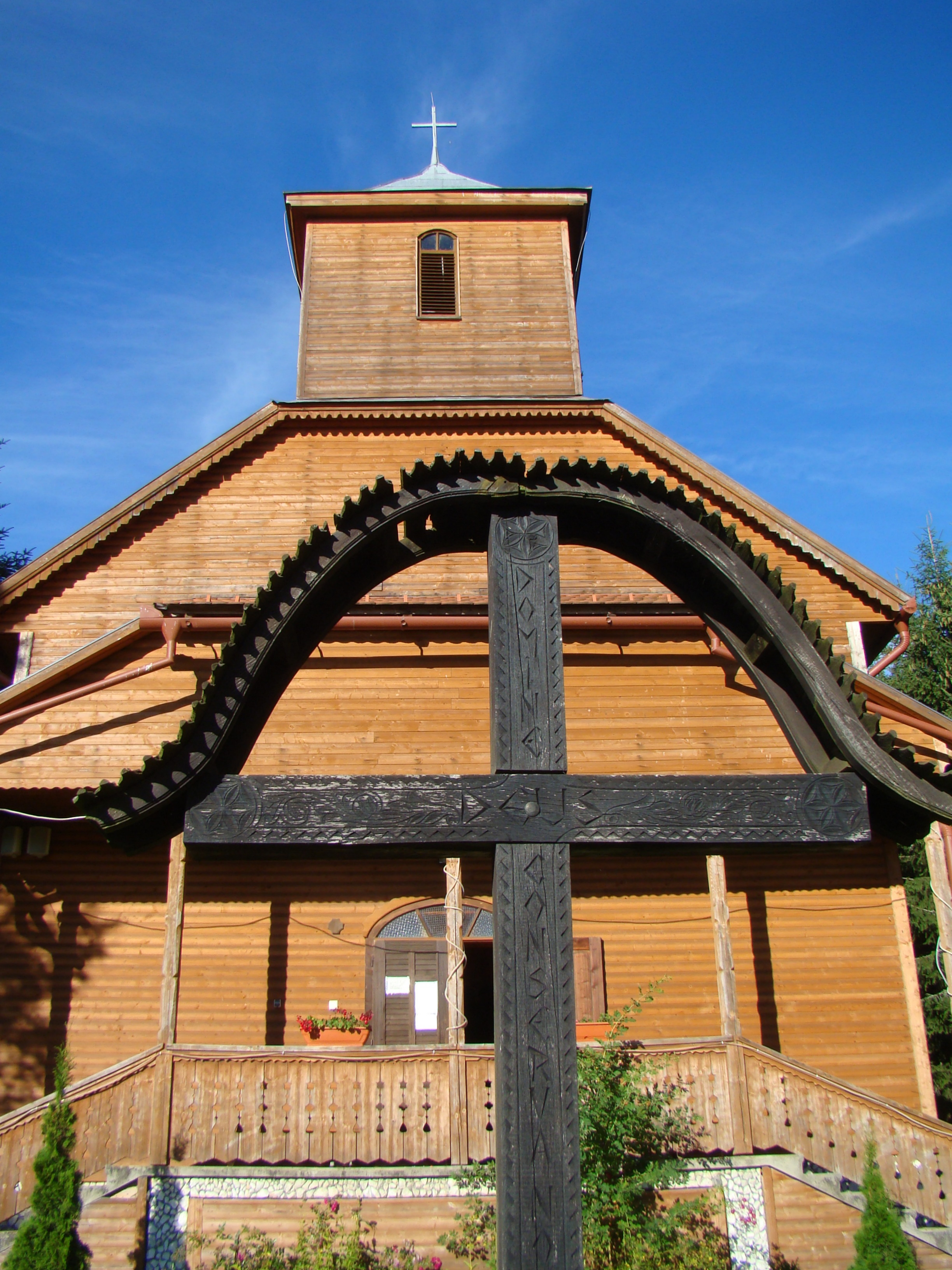
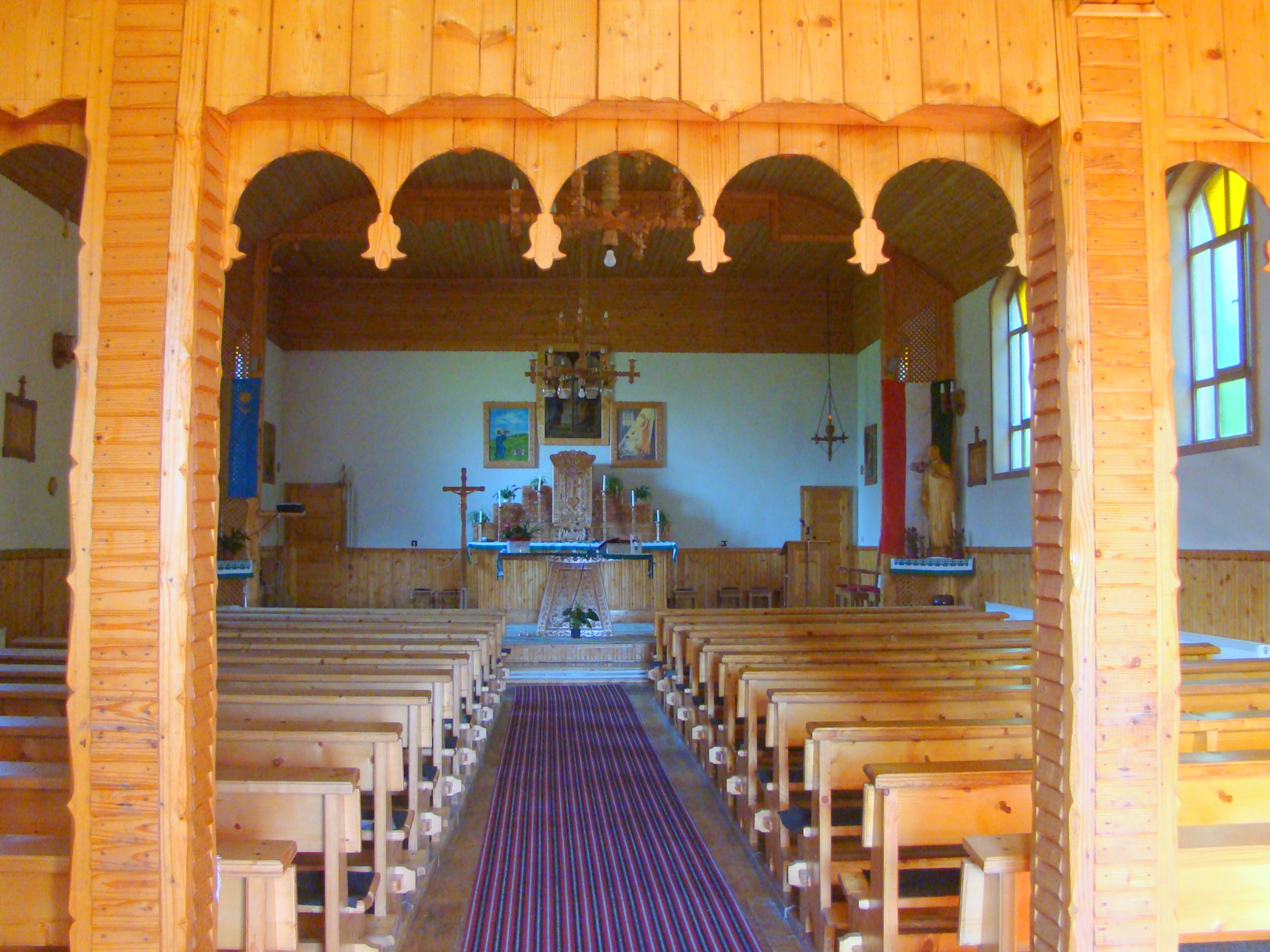
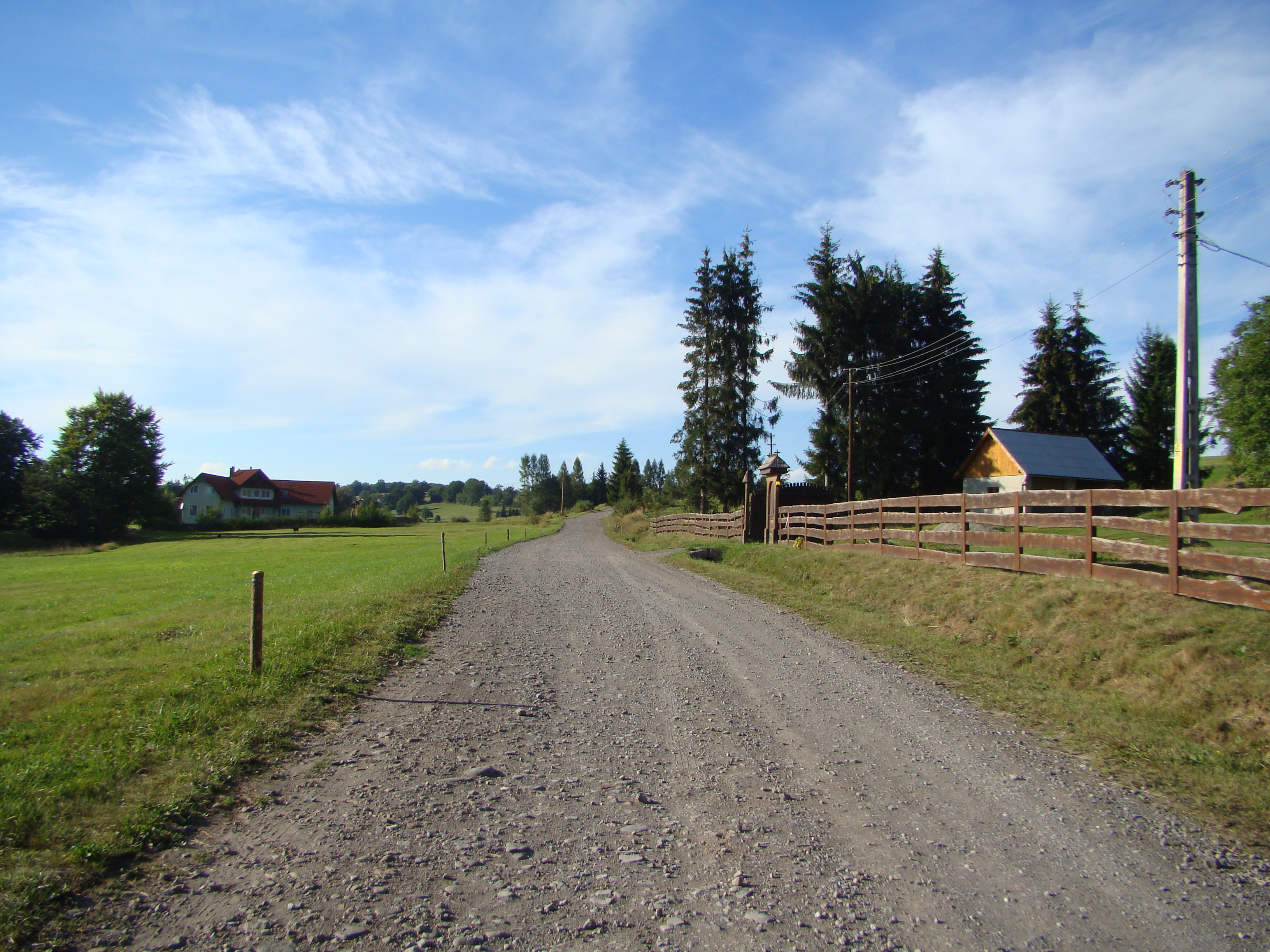

 Acest articol despre o localitate din județul Harghita este deocamdată un ciot. Puteți ajuta Wikipedia prin completarea lui.